# Hromadske.TV
Hromadske.Tv (in ucraino Громадське ТБ?; lett. "Public TV") è una stazione televisiva internet ucraina che ha iniziato ad operare il 22 novembre 2013. Il progetto è stato annunciato nel giugno 2013 da 15 giornalisti. È registrata come ONG.

## Storia
L'idea è nata dal giornalista Roman Skrypin nel settembre 2012. Dopo una disputa sulla proprietà di TVi nell'aprile 2013, 31 giornalisti si sono dimessi il 29 aprile 2013, ritenendo che i dipendenti non potessero più garantire al pubblico di fornire informazioni obiettive e imparziali. Hanno quindi annunciato il 30 aprile 2013 di avviare un progetto web. Gli ex giornalisti di TVi 31 alla fine sono stati assunti da Hromadske.TV. Il progetto è stato annunciato ufficialmente nel giugno 2013 da 15 giornalisti.
Durante le proteste di Euromaidan, il canale ha visto aumentare notevolmente il numero di telespettatori. Il 29 novembre 2013, durante Euromaidan, un giornalista di 5 Kanal e Hromadske.TV ha dichiarato di essere stato attaccato da diverse persone nel parco Mariinsky di Kiev. Gli attacchi sono avvenuti durante le riprese. La macchina fotografica del giornalista era rotta e la sua scheda di memoria flash rubata.

## Controversie
Nel luglio 2014 Danylo Yanevskiy, conduttore di Hromadske.TV, ha interrotto un'intervista con Tanya Lokshina, una ricercatrice dell'ufficio russo di Human Rights Watch poiché, nonostante le ripetute richieste del conduttore, essa si è rifiutata di incolpare la Russia per le morti civili nella guerra del Donbass.
Il 19 gennaio 2016 il consiglio di sorveglianza di Hromadske.TV ha accusato Roman Skrypin, uno dei suoi fondatori, di appropriarsi di finanziamenti della ONG. Il consiglio ha pubblicato un elenco di richieste a Skrypin, tra le quali il trasferimento del dominio hrmadske.tv, la restituzione dei fondi ricevuti e la divulgazione di come li ha utilizzati. Nell'aprile 2016 è stato aperto un procedimento penale nei suoi confronti. Nel luglio 2016 il "The World Intellectual Property Organization Arbitration and Mediation Center" ha negato la denuncia e ha lasciato il dominio "hromadske.tv" a Roman Skrypin.

## Finanziamenti
La stazione è finanziata pubblicamente e privatamente e ha un conto bancario (PrivatBank) pubblicato sul suo sito web. I contributi individuali nel 2013 sono ammontati a oltre 1,1 milioni di grivne ucraine, e quasi 1,5 milioni di grivne nel primo trimestre del 2014.
Secondo il rapporto finanziario intermedio Hromadske.TV è stata finanziata nel 2013 dall'Ambasciata del Regno dei Paesi Bassi (793 089 grivne), dall'Ambasciata degli Stati Uniti d'America (399 650 grivne) e dalla George Soros International Renaissance Foundation (247 860 grivne). A giugno 2014 Hromadske TV aveva ricevuto altre 558 842 grivne dal governo del Canada, 394 181 grivne dalla Fondazione Fritt Ord, 287 898 grivne dall'Ambasciata degli Stati Uniti, Kyiv, 207 402 grivne da un'asta organizzata da 'Dukat' e 1 875 180 grivne dai singoli contributori.
Hromadske ha ricevuto finanziamenti dall'Agenzia degli Stati Uniti per lo Sviluppo Internazionale (USAID).

## Hromadske International
Nel 2014 Hromadske.TV ha lanciato Hromadske International per il pubblico di lingua inglese. Gli articoli sono stati originariamente pubblicati su un blog Medium, ma nel 2015 a Hromadske International si è dotato di un proprio sito web.